# Disillusion
Disillusion és el quart àlbum del grup de música heavy metal Loudness, publicat el 1984 per la discogràfica Music For Nations.

## Cançons
1. Anthem (Introducció de Loudness)
2. Crazy Doctor
3. Esper
4. Butterfly
5. Revelation
6. Exploder
7. Dream Fantasy
8. Milky Way
9. Satisfaction Guaranteed
10. Ares' Lament

## Formació
- Minoru Niihara - veus
- Akira Takasaki - guitarra
- Masayoshi Yamashita - baix
- Munetaka Higuchi - bateria